# Pycnella taomyioides
Pycnella taomyioides är en tvåvingeart som först beskrevs av Mario Bezzi 1924.  Pycnella taomyioides ingår i släktet Pycnella och familjen borrflugor. Inga underarter finns listade i Catalogue of Life.